# Kristian Bang Foss
Kristian Bang Foss (ur. 27 października 1977 w Kopenhadze) – duński pisarz, laureat Europejskiej Nagrody Literackiej. 

## Życiorys
Urodził się 27 października 1977 roku w Kopenhadze. Początkowo studiował matematykę i fizykę, po czym przeniósł się do Forfatterskolen (szkoły pisarskiej), którą ukończył w 2003 roku. Zadebiutował rok później powieścią Fiskens vindue, której warstwa językowa została pozytywnie oceniona przez krytykę. Jego trzecia powieść Śmierć jeździ audi – przewrotna powieść drogi – została wyróżniona Europejską Nagrodą Literacką (2013), a prawa do wydania utwory zostały sprzedane do 17 krajów. W 2017 roku Foss otrzymał duńską nagrodę literacką Beatriceprisen.
Zajmuje się również tłumaczeniem literackim; przełożył na duński m.in. dwie powieści amerykańskiego pisarza Davida Vanna. W 2019 roku został współautorem scenariusza do filmu Dobry zdrajca, który wyreżyserowała Christina Rosendahl.

## Twórczość
- Fiskens vindue, 2004
- Stormen i 99, 2008[3]
- Døden kører Audi, 2012, wyd. pol.: Śmierć jeździ audi. Agata Lubowicka (tłum.). Marpress, 2022. ISBN 978-83-7528-259-7. Brak numerów stron w książce
- Frank vender hjem, 2019[4]